# Đội tuyển Fed Cup Honduras
Đội tuyển Fed Cup Honduras đại diện Honduras ở giải đấu quần vợt Fed Cup và được quản lý bởi Liên đoàn Quần vợt Honduras.
Đội hiện tại thi đấu ở Nhóm II khu vực châu Mỹ.

## Lịch sử
Honduras tham gia kì Fed Cup đầu tiên vào năm 2007, xếp thứ 8 ở Nhóm II.

## Đội hình hiện tại
- Sofia Barletta
- Marisela Aviles
- Zulema Zelaya
- Maria de los Angeles Cardenas